# Ini Kamoze
Ini Kamoze (født 9. oktober 1957) er en sanger fra Jamaica.